# Municipio de Gilman (Iowa)
El municipio de Gilman (en inglés: Gilman Township) es un municipio ubicado en el condado de Osceola en el estado estadounidense de Iowa. En el año 2010 tenía una población de 712 habitantes y una densidad poblacional de 7,59 personas por km².

## Geografía
El municipio de Gilman se encuentra ubicado en las coordenadas 43°18′19″N 95°47′49″O / 43.30528, -95.79694. Según la Oficina del Censo de los Estados Unidos, el municipio tiene una superficie total de 93.81 km², de la cual 93.71 km² corresponden a tierra firme y (0.1%) 0.1 km² es agua.

## Demografía
Según el censo de 2010, había 712 personas residiendo en el municipio de Gilman. La densidad de población era de 7,59 hab./km². De los 712 habitantes, el municipio de Gilman estaba compuesto por el 96.07% blancos, el 0.98% eran afroamericanos, el 0.28% eran amerindios, el 0.28% eran asiáticos, el 0.56% eran isleños del Pacífico, el 0.42% eran de otras razas y el 1.4% pertenecían a dos o más razas. Del total de la población el 2.25% eran hispanos o latinos de cualquier raza.